# Nils Gude
Nils Gude (* 4. April 1859 in Düsseldorf; † 24. Dezember 1908 in Christiania, Norwegen) war ein norwegischer Porträtmaler.

## Leben

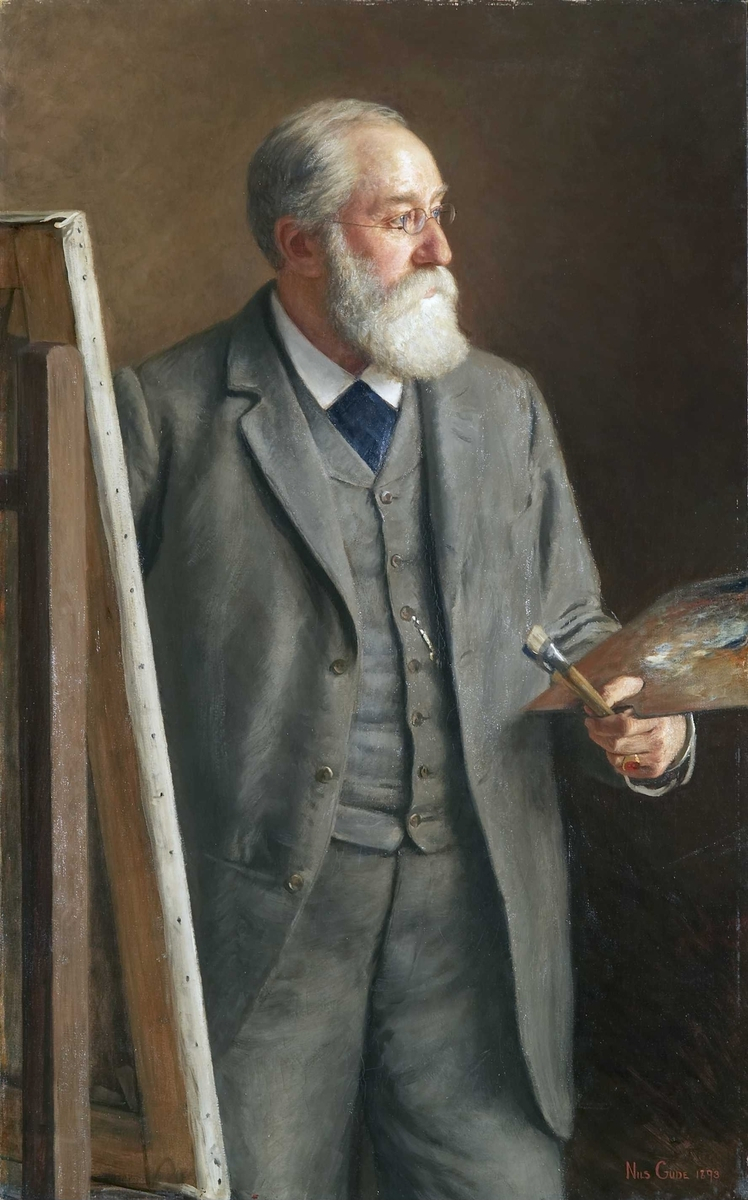
Bildnis des Vaters Hans Fredrik Gude, 1893, Oslo Museum

Gude, eines von acht Kindern des Landschaftsmalers Hans Fredrik Gude und dessen Ehefrau Betzy Charlotte Juliane Anker (1830–1912), einer Enkelin des norwegischen Politikers Carsten Anker. Zunächst war er Schüler seines Vaters. Ab 1874 besuchte er die Großherzoglich Badische Kunstschule Karlsruhe, wo sein Vater von 1864 bis 1870 und von 1874 bis 1880 als Professor für Landschaftsmalerei unterrichtete. An der Karlsruher Kunstschule war Nils Gude unter anderem Schüler von Karl Gussow, bei dem er von 1880 bis 1882 an der Berliner Kunstakademie weiterstudierte, als sein Vater ebenfalls dorthin gewechselt war. In Berlin arbeitete Gude als Porträtmaler bis 1896. Anschließend lebte er in Christiania.
Gude schuf Porträts bekannter Zeitgenossen, darunter Bildnisse seines Vaters (1893), des Dramatikers Henrik Ibsen (1891) und der Prinzessin Charlotte von Preußen (1884). Auf der Weltausstellung Paris 1889 erhielt er eine ehrenvolle Erwähnung.